# Dobrosowo
Dobrosowo, także Dobrysowo (biał. Добрасава, Dobrasawa; ros. Добросово, Dobrosowo) – wieś na Białorusi, w obwodzie brzeskim, w rejonie małoryckim, w sielsowiecie Mokrany.

## Historia
W dwudziestoleciu międzywojennym leżało w Polsce, w województwie poleskim, do 12 kwietnia 1928 w powiecie kobryńskim, w gminie Mokrany, następnie w powiecie brzeskim, w gminie Wielkoryta. W 1924 wieś liczyła 49 mieszkańców, w tym 45 Polaków i 4 Białorusinów. Wszyscy mieszkańcy byli wyznania prawosławnego.
Po II wojnie światowej w granicach Związku Sowieckiego. Od 1991 w niepodległej Białorusi.